# Bianca Stigter
Bianca Stigter (Amsterdam, 19 mei 1964) is een Nederlands journalist, historicus, schrijver, cineast en producer. 

## Levensloop
Ze doorliep tussen 1976 en 1982 het Barlaeus Gymnasium, waarna ze tussen 1982 en 1988 geschiedenis studeerde aan de Universiteit van Amsterdam. Vanaf dan werkt ze voor NRC Handelsblad. Samen met Tine van Buul stelde ze de bundel “Als je goed om je heen kijkt, zie je dat alles gekleurd is” samen met gedichten voor kinderen van alle leeftijden. Dit boek werd bekroond met de Gouden Griffel 1991. Voor De Ontsproten Picasso, reizen door kunst en tijd, werd ze genomineerd voor de AKO Literatuurprijs 2008. Ze werkte als producer mee aan de film 12 Years a Slave van regisseur Steve McQueen, haar echtgenoot. In 2019 verscheen Atlas van een bezette stad. Amsterdam 1940-1945, een uitgebreide beschrijving aan de hand van een keuze van duizenden adressen van wat de Tweede Wereldoorlog voor Amsterdam betekende.
Stigter is een dochter van de Nederlandse schrijver en dichter K. Schippers (pseudoniem van Gerard Stigter). Zij is getrouwd met de Britse regisseur Steve McQueen. Ze wonen afwisselend in Amsterdam en Londen.

## Cinematografie
- Three Minutes: A Lengthening (2021)
- Atlas van een bezette stad (documentaire, 2023)

### Three Minutes: A Lengthening
Three Minutes: A Lengthening haar regiedebuut uit 2021, een ruim een uur durende documentaire die ze maakte naar aanleiding van een familiefilmpje gefilmd in 1938 in het Poolse plaatsje Nasielsk door een Amerikaan van joodse afkomst, David Kurtz, die daar geboren is. Het fragment waarin vooral de Joodse inwoners uit het dorpje te zien zijn, duurt 3 minuten. Stigter zag het op de website van het Holocaust Memorial Museum in Washington.

### Atlas van een bezette stad
Het boek (Atlas van) een bezette stad kwam tot stand door een opmerking van haar vader. Hij zei dat ondanks alle aandacht voor Amsterdam in de Tweede Wereldoorlog er nog maar weinig zichtbare tekenen van die bezettingsperiode te vinden waren. Stigter vond bewijzen genoeg en kwam in 2005 met De bezette stad. In 2019 volgde een uitgebreidere versie, Atlas van een bezette stad. Amsterdam. Dit leidde vanaf 2020, ondanks de coronapandemie, tot de start van opnamen voor een gelijknamige documentaire. Er werd in samenwerking met haar man 36 uur opnamen geschoten die teruggebracht werden tot vierenhalf uur. De voice-over wordt verzorgd door Carice van Houten. De film ging in première op 12 november 2023 tijdens IDFA; op 30 november 2023 is ze in de bioscoop te zien.

## Eredoctoraat
Op 2 oktober 2024 ontving Stigter een eredoctoraat van de Universiteit van Amsterdam samen met echtgenoot Steve McQueen omdat zij "maatschappelijke vraagstukken en politieke en historische thema’s onder de aandacht [brengen] van een groot publiek".